# Parc du Marquenterre

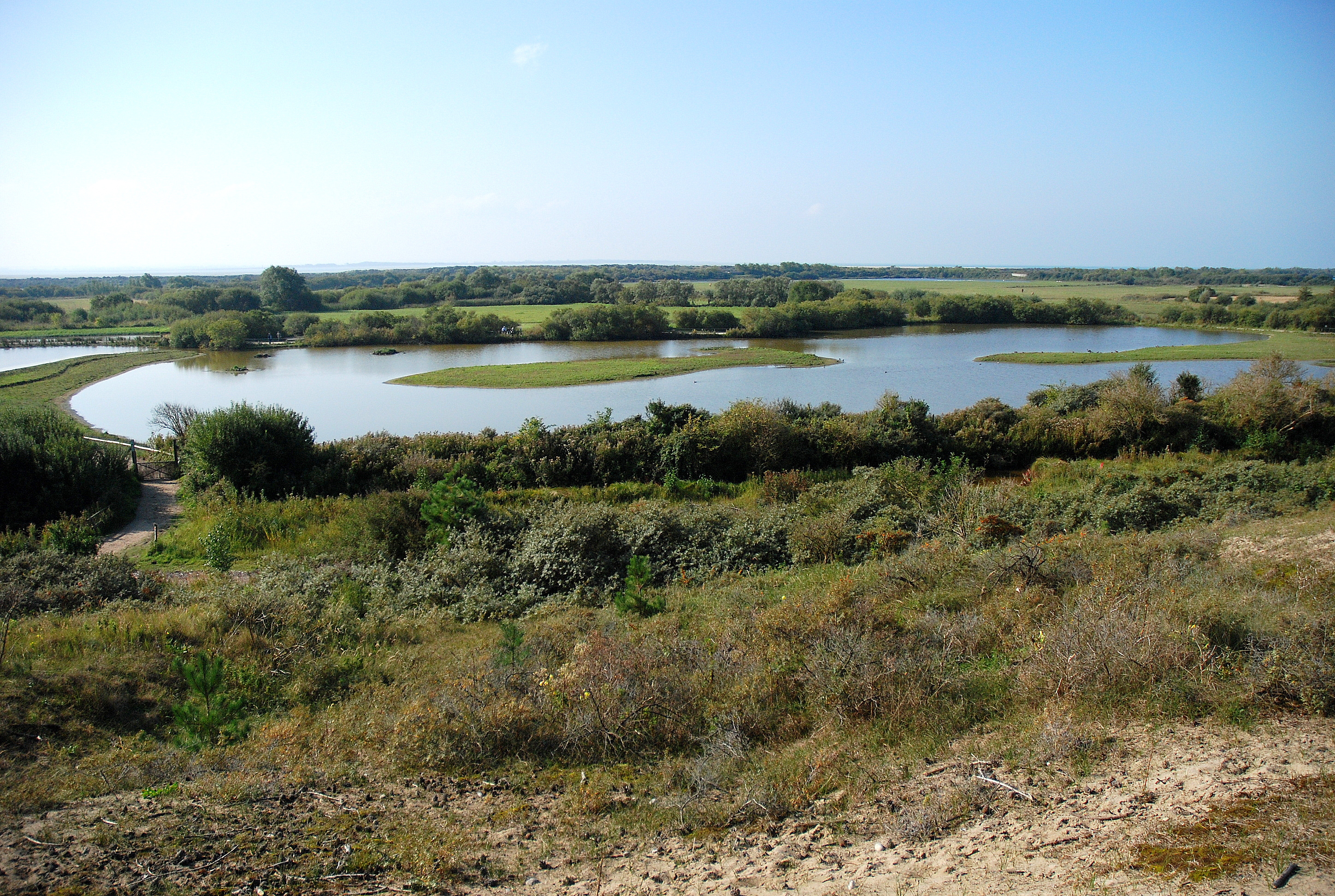
Moerenland

Marquenterre (Nederlands: Moerenland) is een ornithologisch park in Saint-Quentin-en-Tourmont in het Franse departement Somme, gelegen in Hauts-de-France.
Marquenterre zou een samentrekking zijn van: mer qui entre en terre (zee die het land binnenkomt).

## Geschiedenis
Het eerste duingebied, dat ongeveer 1000 ha betrof, werd aangekocht in 1923 door Henri Jeanson, die een fervent jager was. Een deel was beplant met pijnbomen. Ook trachtte hij een deel van het gebied in cultuur te brengen, door er uien te gaan kweken. Henri's opvolgers brachten het gebied geleidelijk weer in de natuurlijke toestand, en in 1973 werd het Parc ornithologique du Marquenterre opgericht. Dit werd al spoedig uitgebreid en in 1986 werd het domein gekocht door het Conservatoire du littoral.

## Heden
Marquenterre bestrijkt tegenwoordig een gebied van ongeveer 3000 hectare, ten noordwesten van Rue. Het landschap bestaat uit duinen, zilte moerassen, kwelders en aangeplante pinus om de duinen te stabiliseren.
Van de ongeveer 450 vogelsoorten die in Europa voorkomen zijn er hier het hele jaar door 320 te zien, vooral bij hoogwater.
Voorkomende vogelsoorten zijn: blauwe reiger, zwaan, ooievaar, strandloper, kleine zilverreiger, havikarend, visarend, grauwe gans, zomertaling, vink, nachtegaal, gierzwaluw, lepelaar en vele andere.
Zes km wandelpaden met observatieposten geven de bezoeker de gelegenheid het gebied te verkennen. Er is een bezoekerscentrum, een restaurant en een tentoonstellingsruimte.
Verrekijkers kunnen er worden gehuurd. Een volière voor zieke en gekwetste dieren huisvest soms zeldzame soorten.
Een wandeling om het gebied heen is, bij laag water, eveneens mogelijk, zowel te voet als met het paard. Deze voert deels langs het strand.

## Galerij

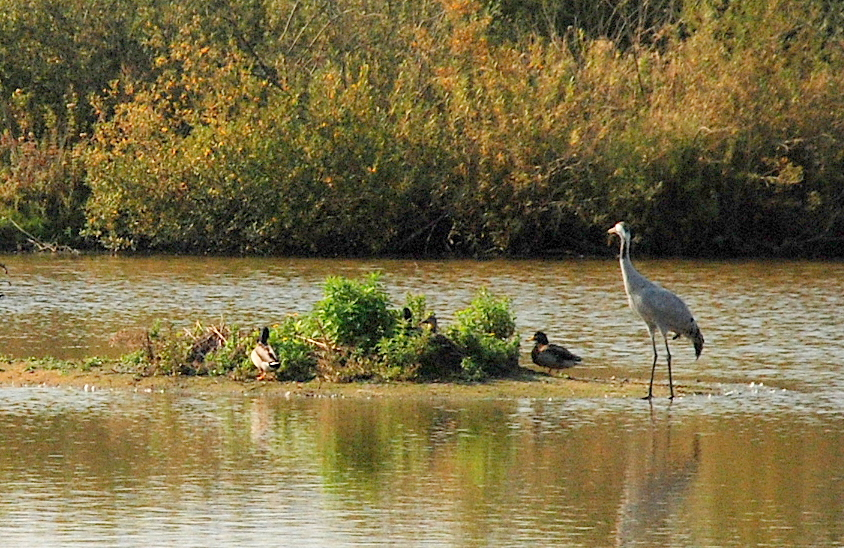
Eenden en een kraanvogel in Marquenterre
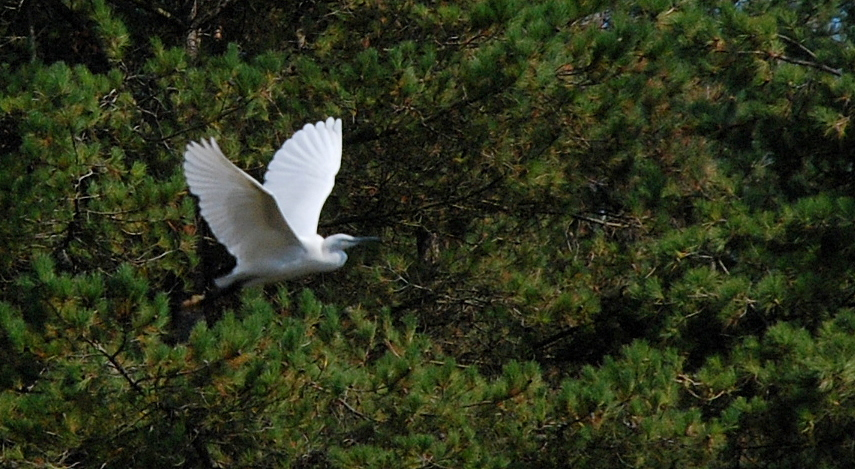
Kleine zilverreiger
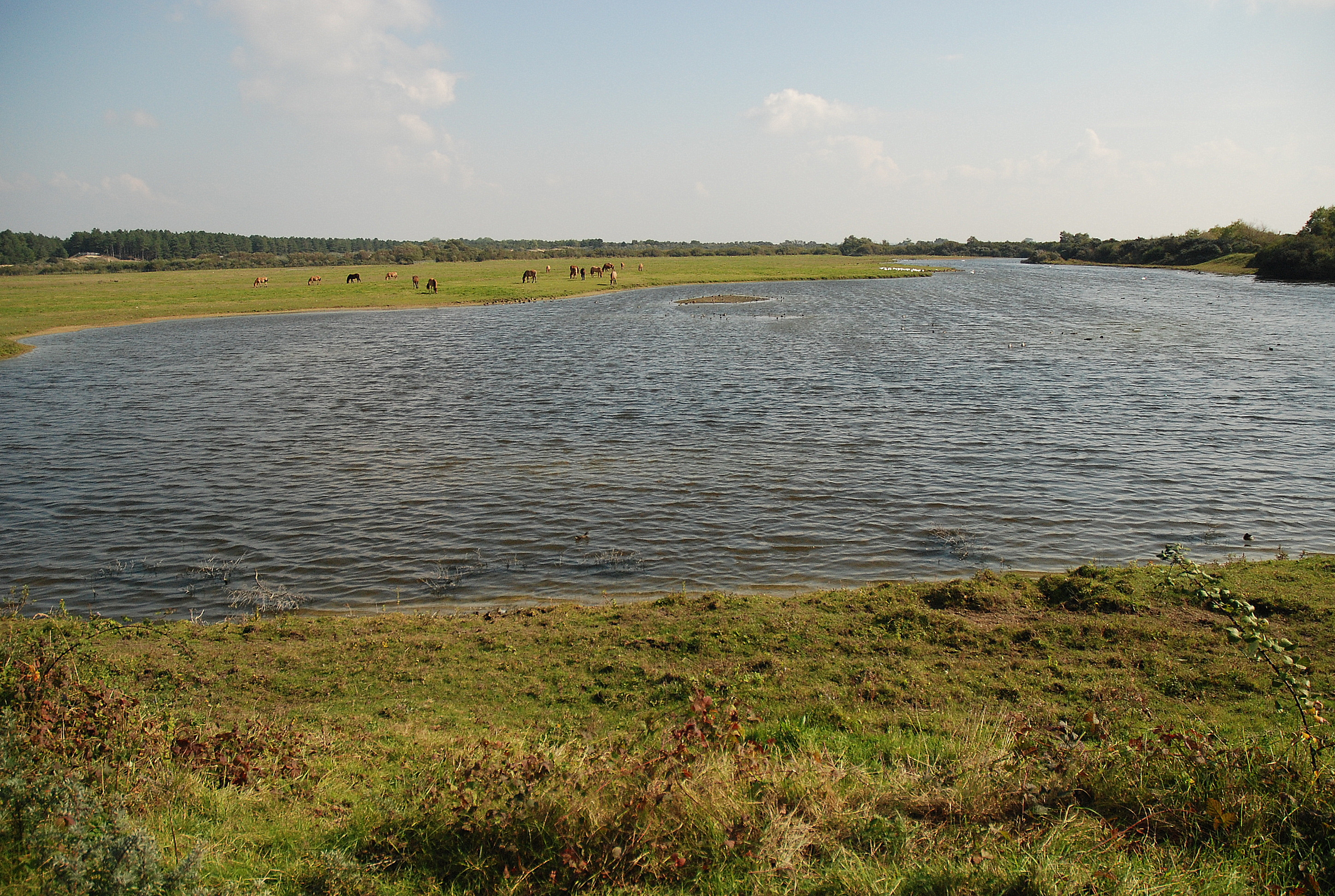